# Santo-Pietro-di-Tenda
Santo-Pietro-di-Tenda (en idioma corso Santu Petru di Tenda) es una comuna y población de Francia, en la región de Córcega, departamento de Alta Córcega.
Su población en el censo de 1999 era de 332 habitantes.

## Demografía
| 523 | 540 | 316 | 286 | 291 | 332 |
| Para los censos de 1962 a 1999 la población legal corresponde a la población sin duplicidades (Fuente: INSEE [Consultar]) |     |     |     |     |     |

### Cantón Santo Pietro di Tenda
- Santo-Pietro-di-Tenda

- Datos: Q693431
- Multimedia: Santo-Pietro-di-Tenda / Q693431

1. ↑  INSEE, Datos de población para el año 2012 de Santo-Pietro-di-Tenda (en francés).